# Fennek
Pour les articles homonymes, voir Fennec (homonymie).
Le Fennek est un véhicule militaire blindé de reconnaissance-feu de conception néerlando-allemande.

## Historique
Il tire son nom du fennec. Différents modèles sont développés pour les unités de reconnaissance, antichar, génie, défense sol-air équipé de deux FIM-92 Stinger, observation artillerie équipée d’un module optique escamotable.
En service depuis 2003, ceux de l'armée allemande arriveront en fin de vie fin 2028.

## Utilisateurs
- Allemagne : 252 véhicules
- Pays-Bas : 367 véhicules
- Qatar : 32 véhicules
- Ukraine : nombre inconnu[5],[6],[7]
  - Nombre inconnu reçu des Pays-Bas[8]

## Galerie de photographies

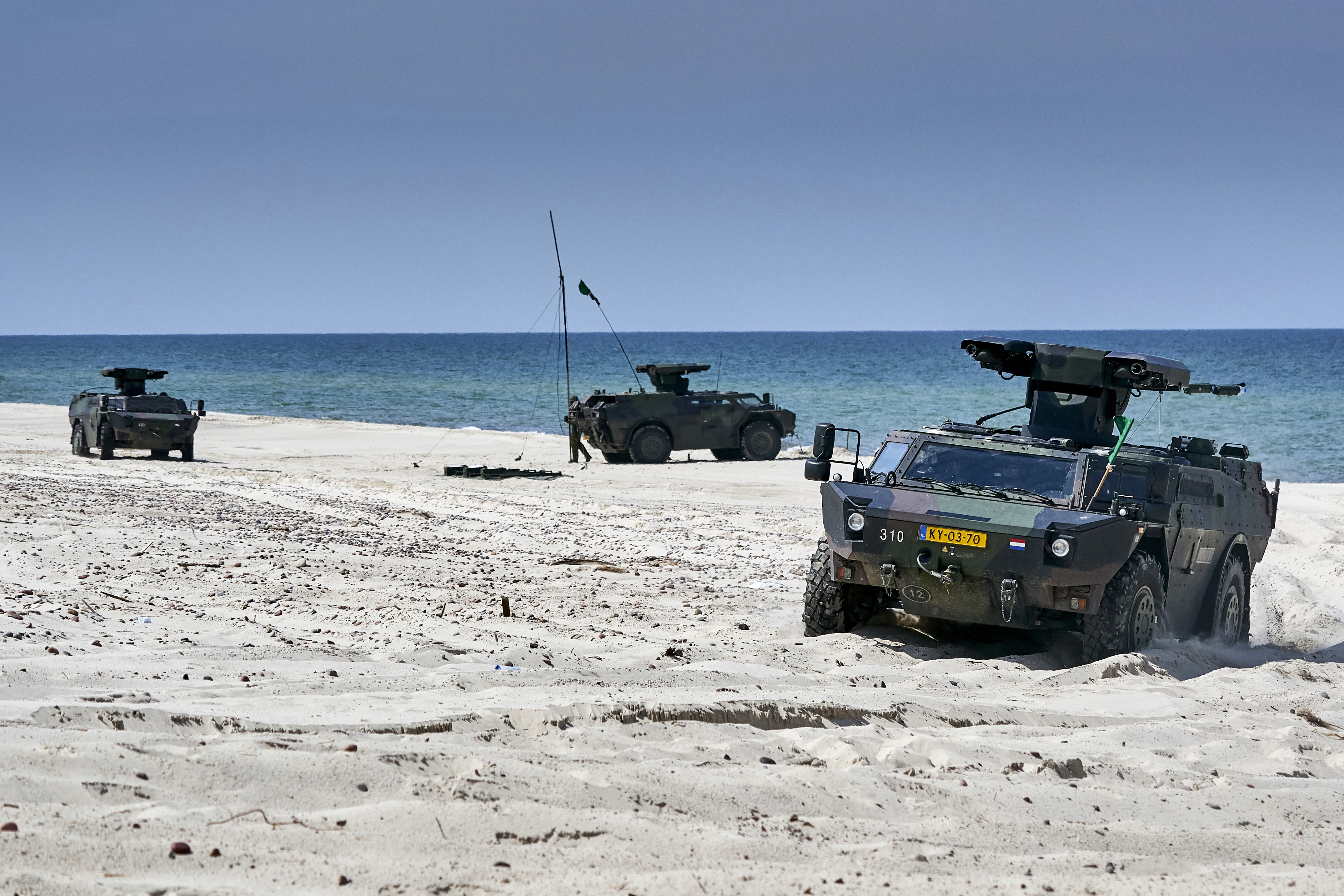
Plateforme de tir de Stinger,
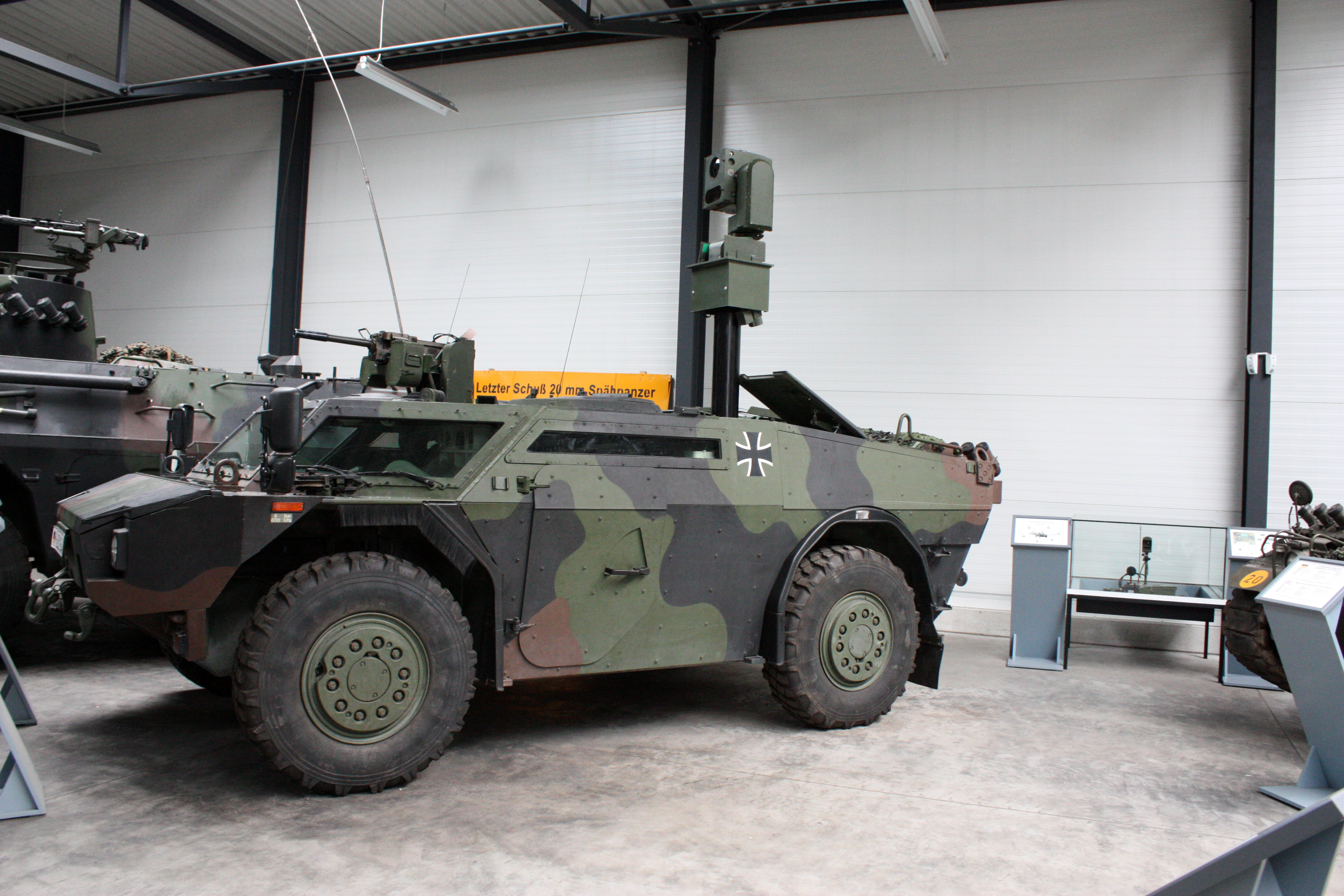
au Musée allemand des Blindés de Munster
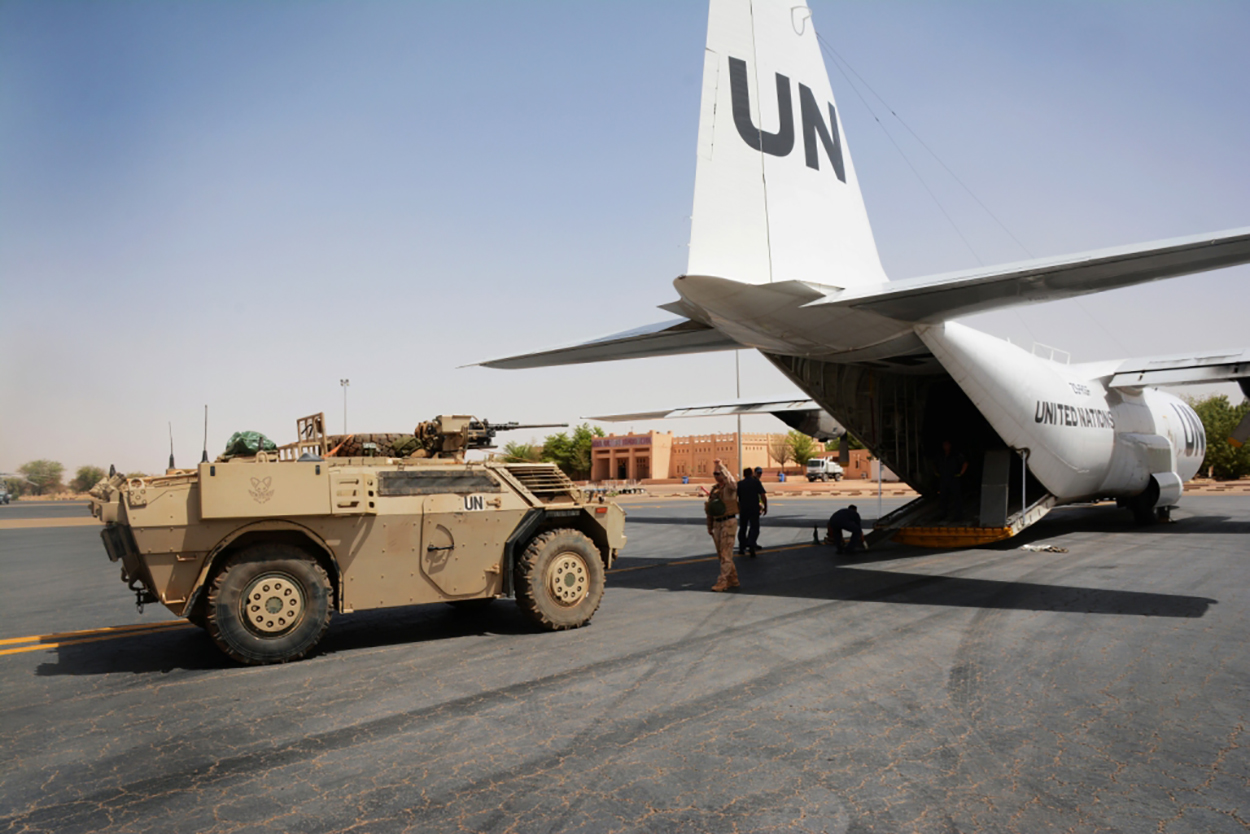
Fennek aux couleurs des Nations Unies.